# Supermarine Spiteful
Супермарін Спайтфул (англ. Supermarine Spiteful) — британський винищувач, розроблений Supermarine під час Другої світової війни на вимогу міністерства оборони Великої Британії для заміни Spitfire.
Supermarine Spiteful відомий своїми високими швидкісними характеристиками. Це однин з найшвидших і найвисотніших поршневих літаків.

## Історія створення
Хоча основний британський винищувач «Спітфаєр» протягом війни отримував все потужніші двигуни і озброєння, і виробникам і військовим було зрозуміло що рано чи пізно доведеться створити новий винищувач. Тому коли міністерство Авіації видало специфікацію F.1/43 компанія Супермарін запропонувала свій варіант дизайну «Тип 271», який пізніше отримає назву «Спайтфул» (англ. Spiteful).
Концептуально «Спайтфул» не відрізнявся від «Спітфаєра», це все ще був низькоплан з V-подібним двигуном рідинного охолодження, і навіть мав «позичену» хвостову частину. Проте решта дизайну була нова, на відміну від еліптичного крила було створено тонке трапецієподібне ламінарне крило з підкриловими радіаторами. Шасі складалось всередину до фюзеляжу. Як і в випадку з «Спітфаєрами» «Спайтфул» оснащувався різними версіями двигуна Rolls-Royce Griffon з різними пропелерами. Розглядалось три основні варіанти: F.14 з двигуном Griffon 65 і п'ятилопастевим пропелером Rotol, F.15 з двигуном Griffon 89/90 і двома співвісними трилопатевими пропелерами Rotol, F.16 з двигуном Griffon 101 з триступеневим нагнітачем і п'ятилопастевим пропелером Rotol. Останній варіант одного разу розвинув швидкість 795 км/год.
Було створено три прототипи «Спайтфула», перший з яких піднявся в повітря в червні 1944 року з пілотом випробувачем Джефрі Квіллом. Перший контракт було відмінено через бюрократичні проблеми, але після перегляду контрактів на «Спітфаєри» серійне виробництво «Спайтфула» все ж було почате. Перший серійний літак був готовий в березні 1945 року, але на службу до Королівських ВПС вони дістались аж в листопаді 1946 року. Всього було виготовлено тільки 17 серійних літаків, оскільки всі контракти було скасовано на користь реактивних винищувачів. Три «Спайтфули» залишились в повітряних силах для випробувань, ще три повернули виробнику, а решту було відправлено на консервацію.

## Тактико-технічні характеристики

Схематичне зображення літака Supermarine Spiteful з одним п'ятилопастевим гвинтом

Дані з Consice Guide to British Aircraft of World War II

### Технічні характеристики
- Екіпаж: 1 особа
- Довжина: 9,86 м
- Висота: 4,09 м
- Розмах крил: 10,82 м
- Площа крил: 19,51 м²
- Маса порожнього: 3334 кг
- Максимальна злітна маса: 4627 кг
- Двигун: Rolls-Royce Griffon 65
- Потужність: 2375 к. с. (1771 кВт.)

### Льотні характеристики
- Максимальна швидкість: 764 км/год (на висоті 8685 м.)
- Практична стеля: 13105 м.
- Дальність польоту: 910 км
- Дальність польоту з підвісними баками: 2116 км

### Озброєння
- Стрілецьке:
  - 4 × 20-мм гармати в крилах
- Бомбове:
  - 2 × 454 кг. бомби
  - некеровані ракети